# 웨딩드레스 (1987년 드라마)
《웨딩드레스》는 1987년 8월 9일에 MBC TV에서 방영된 베스트셀러극장이다.

## 줄거리
고향 친구를 따라 무작정 상경한 미숙(천현주)은 견습 미싱공으로 취직한다. 미숙은 술집 접대부로 일하는 친구 향숙(최민경)의 화려한 옷차림을 보고 향숙을 동경하면서 자신의 신세를 한탄한 끝에 예식장의 웨딩드레스 담당으로 직업을 바꾼다. 이런 미숙에게 예식장의 사진사 득수(이상철)가 접근하지만 미숙의 마음은 안정된 생활기반을 닦아놓은 홀아비 총무부장(김호영)에게 기울어지는데...

## 출연
- 천현주
- 최민경
- 이상철
- 김호영
- 한영숙
- 이숙녀
- 이경호
- 박인환
- 차윤회
- 박예숙
- 이숙
- 유명순
- 서권순
- 신국
- 김홍석
- 박용팔
- 나정옥
- 김경미
- 최성철
- 이희성
- 강성환
- 서평석
- 맹찬재
- 정영란
- 김지원
- 조현이
- 김경란
- 안희선
- 이문주
- 황성탁